# 岩脚镇
岩脚镇，是中华人民共和国贵州省六盤水市六枝特区下辖的一个乡镇级行政单位。

## 行政区划
岩脚镇下辖以下地区：
廻龙溪社区、岩脚村、龙泉村、太和村、老卜底村、新寨村、田坎村、草原村、民乐村、高桥村、岱瓮村、雨海村、联合村、青杠林村、新院村、木贡村、西北村、二道岩村、哪洒村、群峰村、羊场村、锦中村、金星村、水寨村、阿岔村和民兴村。

## 交通
- 沪昆铁路：岩脚寨站